# صبحية المعاني
صبحية المعاني أو صبحية خرينو (من مواليد حيفا عام 1931) هي عضو في مجلس الأعيان الأردني منذ العام 1997 وحتى العام 2005. وهي خريجة دار المعلمات بالقدس بتخصص دبلوم تربية وتعليم. كما شغلت منصب مدير عام الشركة العربية للمستحضرات الطبية والزراعية وكانت عضوا من أمناء المجلس الوطني لشؤون الأسرة.